# Chiesa di San Luigi e convento delle Clarisse
La chiesa di San Luigi, con l'attiguo convento delle Clarisse, è un complesso monastico della città di Galatina, in provincia di Lecce. 
La chiesa, in origine dedicata all'Annunziata, e il convento sorsero nel primo ventennio del XVII secolo per accogliere una comunità di clarisse. I lavori di edificazione procedettero celermente grazie alle cospicue elemosine e al sostegno economico dell'Universitas galatinese che aveva elargito mille ducati. Nel 1607, come riferiscono le fonti, la chiesa doveva essere già completata, mentre intorno al 1628 venivano ultimati i lavori al monastero.

## Architettura
Ispirato a ideali di austerità e semplicità, il complesso monastico presenta una struttura architettonica di grande essenzialità, rispettosa delle esigenze funzionali dettate dai ritmi della vita claustrale. 

### Esterno
La chiesa presenta una sobria facciata a coronamento piatto con croce apicale nella parte centrale. Unica concessione al decoro è nella delicata ornamentazione plastica che investe il portale e il finestrone rettangolare che si aprono sul prospetto principale. Il primo presenta un architrave impostato su mensole a volute e decorato con cornici a ovoli e foglie carnose, il secondo è inquadrato da semicolonne poggianti su una cornice dall'andamento spezzato sostenuta da due mensole laterali con le figure scolpite di sirene a doppia coda; altri motivi fantastici ritornano sull'architrave. 
La realizzazione del finestrone è da attribuire alla mano dello scalpellino Pietro Antonio Pugliese, cui spettano anche le decorazioni di Santa Caterina Novella (1616-1619).

### Interno
L'interno si presenta a tre navate scandite da arcate impostate su colonne doriche, con presbiterio a terminazione piatta e altari addossati alle pareti laterali. La navata centrale è coperta con una volta a botte lunettata, mentre le laterali sono coperte da volte a crociera. Degni di interesse sono: l'altare maggiore settecentesco in marmo con la statua di santa Chiara e il coro ligneo fatto costruire nel 1773 e recante lo stemma della famiglia Andriani.

### Convento
Affiancato al lato destro della chiesa, il convento si erge con gli ambienti organizzati su due piani, variamente coperti da volte a botte, a crociera e a stella. Il prospetto è animato da semplici finestre architravate e presenta alcune caditoie che conferiscono all'edificio un aspetto fortificato.